# Younes Kaboul
Younes Kaboul (Saint-Julien-en-Genevois, 4 de gener de 1986) va ser un futbolista professional francès, d'origen marroquí. Va jugar al Portsmouth FC, Tottenham Hotspur FC, Sunderland i Watford. Podia jugar de defensa central o migcampista defensiu.
Passà de l'equip del seu poble als juvenils del AJ Auxerre, on estigué 4 anys fins que pujà al primer equip, el 2007, fitxà pel Tottenham Hotspur FC, equip en l'immediatament es convertí en un favorit de l'afició, pel seu treball en el camp, no obstant això, seriosos errors li dugueren a ser suplent la major part de la temporada, i a l'any següent, signà pel Portsmouth FC.